# Mike Wofford
Mike Wofford (* 28. února 1938, San Antonio) je americký jazzový klavírista. Vyrůstal v San Diegu, kde prožil většinu svého života. Jeho matka byla zpěvačka a on sám začal hrát na klavír ve svých sedmi letech. Svou profesionální kariéru zahájil počátkem šedesátých let a později řadu let doprovázel zpěvačky Sarah Vaughan a Ellu Fitzgeraldovou. Během své kariéry spolupracoval s mnoha dalšími hudebníky, mezi které patří například Peter Washington, Kenny Burrell, Gil Fuller a Howard Roberts. V roce 2012 byl oceněn cenou San Diego Music Awards.